# Heřmanovice
Heřmanovice (niem.  Hermannstadt) – wieś gminna w północnej części Czech, w powiecie Bruntál. Położona jest pomiędzy Górami Opawskimi (Zlatohorská vrchovina) a Wysokim Jesionikiem (Hrubý Jeseník) – granicę stanowi tutaj rzeczka Opavice.

## Historia
Miejscowość po raz pierwszy wspomniana jest w nyskiej kronice z roku 1274 (według innych źródeł dopiero w roku 1339). Wchodziła ona w skład biskupiego księstwa nyskiego, jest więc jednym z niewielu skrawków historycznego Dolnego Śląska w kraju morawsko-śląskim. Do księstwa nyskiego Heřmanovice należały aż do 1850, kiedy dokonano jego sekularyzacji. W połowie XVI stulecia w okolicy zaczęto wydobywać rudę żelaza. W roku 1588 wybudowano renesansowy kościół św. Andrzeja, podległy parafii w Zlatych Horach – samodzielna parafia powstała w roku 1672. W roku 1727 założono w miejscowości klasztor franciszkański (jego położenie nie jest znane), a w roku 1739 rozpoczęto przebudowę kościoła w stylu barokowym.
W XIX wieku ówczesny Hermannstadt zaczął podlegać pod okręg sądowy Zukcmantel (Zlaté Hory). W roku 1869 uruchomiono pocztę.
W czasie I wojny światowej zginęło 91 miejscowych mężczyzn – upamiętnia ich pomnik z 1922 r., stojący przed kościołem. Po wojnie Heřmanovice na krótko stały się częścią Niemieckiej Austrii i prowincji Kraj Sudetów, a potem, po zajęciu terenu przez wojsko czeskie, włączono je do nowego państwa – Czechosłowacji.
W roku 1924 po raz pierwszy zaczęto używać czeskiej nazwy Heřmanovice, ale wieś pozostała zamieszkana w znacznej większości przez Niemców – w roku 1930 na 2187 tylko 17 osób używało języka czeskiego jako ojczystego. Działały w niej (często już od XIX wieku) licznie niemieckie stowarzyszenia: Landwirtschaftlicher Verein (rolnicze), Turnverein (gimnastyczne), Katholischer Deutscher Jugendbund (katolickiej młodzieży), Freiwilliger Feuerwehrverein (strażaków-ochotników), Gesangverein (śpiewaczy), Deutscher Kulturverband (kulturalny), Krieger- und Veteranenverein (weteranów wojennych), Spar- und Darlehenskasse (kasa oszczędnościowa), Jagdgenossenschaft (myśliwych) i Radfahrer-Verein „Goldoppa“ (rowerzystów).
W 1938 miejscowość została przyłączona do III Rzeszy, a drogą biegnącą przez Heřmanovice przejechał Adolf Hitler, wizytujący nowe nabytki Niemiec.
W czasie II wojny światowej w miejscowości i okolicy znajdowały się obozy dla jeńców alianckich – początkowo francuskich, potem sowieckich, oraz zestrzelonych lotników. Wielu z nich spoczywa na leśnym cmentarzu. Po wojnie miejscowych Niemców wysiedlono, a wieś mocno się wyludniła. Pod koniec lat 40. żyło tutaj jeszcze kilkuset Niemców, ale równie duża liczba Greków – uchodźców z Grecji po wojnie domowej, a oprócz nich także Czesi, Słowacy, Węgrzy, Czesi z Wołynia, a także rumuńscy Słowacy i Bułgarzy. W roku 1950 mieszkało w niej tylko 415 osób (dla porównania w 1939 – 2148). Ubyła także setka budynków. Obecnie także liczba mieszkańców (411 – w tym 325 Czechów, 5 Morawian i 3 Ślązaków, 43 Słowaków, 21 Niemców, 3 Polaków; podział wyznaniowy: 159 rzymskich katolików, 1 husyta, 3 ewangelików, 1 Świadek Jehowy, 169 bez wyznania, 71 nie podało) daleka jest od tej z przeszłości, kiedy Heřmanovice miały status miasta.
Współcześnie coraz większą rolę w Heřmanovicach zaczyna odgrywać turystyka – wychodzą stąd szlaki m.in. na Biskupią Kopę.

## Nazwa wsi

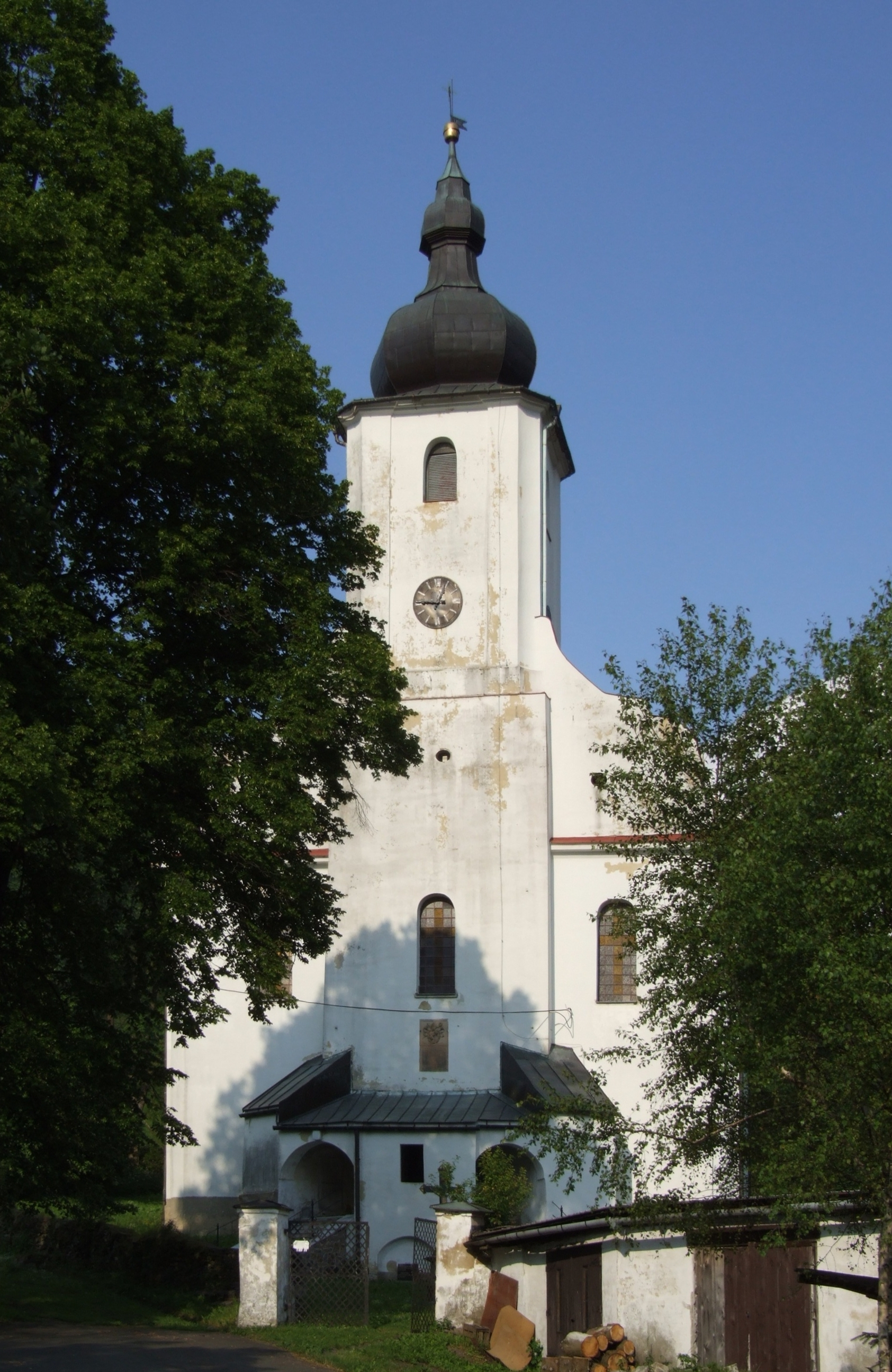
Kościół św. Andrzeja z herbem biskupów wrocławskich nad wejściem

Na przestrzeni lat nazwa wsi, pochodząca od germańskiego słowa hareman, herman (imię Herman), ulegała przemianom:
- 1339 Hermanstat oppidum,
- około 1455 Herrmstadt,
- 1533 Hernstadt,
- 1552 Hermstadt,
- 1579 Hermstat,
- 1653 Hermbstadt,
- około 1700 Herrmannstat,
- 1746 Hermsstadt,
- 1768 Hermanstadtl,
- 1805 Herrmannstadt,
- 1869, 1880 Hermanice, Heřmanice
- 1882 Hermannstadt
- 1924 Heřmanovice
- 1938 Hermannstadt
- 1945 Heřmanovice

## Zabytki
- kościół św. Andrzeja, pierwotnie renesansowy, obecnie barokowy. W środku renesansowa chrzcielnica oraz barokowy ołtarz główny z 1766,
- kaplica św. Hieronima, prawdopodobnie z XVIII wieku,
- sołtystwo, pierwotnie renesansowe,
- rzeźba św. Jana Nepomucena z 1778,
- ruiny zamków Drakov (Drachenburg) oraz Kvinburk (Quinburk) – z XIII lub XIV wieku,
- drewniana zabudowa miejscowości.

## Osoby urodzone w Heřmanovicach
- František Jan Augustin Proske (1736–1812), rzeźbiarz i snycerz[3]